# Pont Saint-Antoine (Clisson)
Le pont Saint-Antoine, est un pont en maçonnerie du XVe siècle franchissant la Moine à Clisson, en France.

## Histoire
On attribue la construction du pont Saint-Antoine au duc de Bretagne François II quand il prit possession de la seigneurie de Clisson.
L'utilisation de ce pont et de son voisin, le pont de la Vallée, était soumise à un péage, selon ce tarif en 1741 :
- par charette chargée, 4 deniers,
- par cheval chargé, 2 deniers,
- par couple de bœufs, 4 deniers,
- par cheval mené aux foires pour vendre, 2 deniers,
- par douzaine de moutons, 4 deniers.

Ce tarif est doublé pour les bestiaux et bestes chevalines menés les jours de foire à Clisson.
En 1750, le prince de Soubise, héritier de ces droits, demande d'être dispensé de l'obligation d'entretenir le pont. Ce qu'il obtient après renoncement à ses droits de propriété sur le pont. En 1770, l'entretien du pont est pris en charge par la Province. Une crue emporte les parapets du pont en 1771. Les effets de la crue ont été amplifiés par les diverses constructions qui empiètent sur le lit de la rivière malgré l'interdiction faite par arrêt du Conseil du Roi le 17 mars 1746. Mais en 1773, un procès-verbal de visite mentionne qu'on ne sait toujours pas quelle juridiction est compétente pour faire appliquer l'arrêt de 1746.
Le pont fait l’objet d’un classement au titre des monuments historiques depuis le 18 mars 1922.

## Architecture
Le pont comporte deux arches ogivales inégales :
arche vers la rive gauche :
ouverture : 9,94 m
hauteur : 6,30 m
arche vers la rive droite :
ouverture : 7,61 m
hauteur : 4,90 m
épaisseur de la pile : 2,75 m
largeur du pont au niveau de la voie : 4,60 m.
La pile possède un avant-bec triangulaire, côté amont.